# 釋了性
釋了性（1222年—1321年），號大林，諡號弘教，俗姓武，宋武公之後，為了避諱 改以「諡」為姓，為元朝山西五臺山普寧寺沙門。

## 生平
了性法師幼年時聰叡好學，依安和尚出家，二十歲受具足戒後，便四方參學善知識，深入研究三藏法理。後來得遇五臺山祐國寺真覺國師啟迪本心有悟，便外出參學，走訪關陝、河洛、襄漢等地，參謁栢林潭法師、關輔懷法師及南陽慈法師等諸尊長德，深造賢首宗法義，領受玄妙的法理旨趣。學畢後返回依止真覺國師，有感而發：「佛法司南其在茲矣！」於是隨國師返回五臺山。
不久，真覺國師圓寂，便下山四處行腳參方，元成宗時居萬寧寺，聲名遠播。至大年間（1308年－1311年），太后於五臺山創建普寧寺，延請了性法師為第一代住持。
法師為人剛毅氣節，不會逢迎取悅於人，平日不入城攀緣權貴，遭有心人士忌嫉。了性法師聽到這些耳語是非便說：「予本以一介苾芻，蒙天子處之以巨剎，惟乃夙夜弘法匪懈，圖報國恩不暇，餘復何求。雖有臧倉毀鬲之言，其如青蠅止棘樊耳！顧予命之不遭，道之不行，則納履而去，何往而不可也？」由此可見法師志節清高，不沾世俗凡情。
當時，西域來的高僧因受元朝皇帝的尊寵，徒眾信徒很多，天下的名德諸師，爭相贈禮供養，或頂禮接足，乞求為其按顱摩頂。唯獨了性師卻只行長揖作禮而已，對於此事，他對大眾表態說：「吾敢慢於人耶，吾聞君子愛人以禮，何可屈節自取卑辱，苟為之屈，非諂則佞。吾自為道，於彼何求！」
法師圓寂於元英宗至治改元九月三日，寂後於普寧寺竹林中建塔供奉，帝賜諡號「弘教」大師。

## 法嗣

### 師長
- 文才仲華（真覺國師）